# Día Internacional para Proteger la Educación de Ataques
El Día Internacional para la Protección de la Educación contra Ataques es una jornada que se conmemora el 9 de septiembre desde 2020, fue establecida en ese mismo año por la Asamblea General de las Naciones Unidas.

## Proclamación
El Día Internacional para la Protección de la Educación contra Ataques fue proclamado por la Asamblea General de las Naciones Unidas el 29 de mayo de 2020. Esta resolución, presentada por el Estado de Catar y copatrocinada por 62 países, se estableció para movilizar acciones que protejan la educación en situaciones de conflicto armado. Coincidiendo con el quinto aniversario de la Declaración sobre Escuelas Seguras, un compromiso intergubernamental liderado por Noruega y Argentina desde mayo de 2015, la proclamación subraya la responsabilidad de los países para prevenir ataques contra la educación y responder de manera urgente cuando estos ocurren. Los ataques contra la educación incluyen actos de violencia que ponen en peligro el derecho a una educación segura, tales como ataques deliberados a instituciones educativas, amenazas, secuestros, asesinatos de estudiantes y personal educativo, y el uso militar de instalaciones educativas. La resolución destaca la importancia de la Declaración sobre Escuelas Seguras, que ha contribuido a cambios concretos en políticas y prácticas, salvando vidas y asegurando el futuro de estudiantes y educadores.

## Celebración
Este día se celebra cada 9 de septiembre. La elección de esta fecha subraya la urgencia de proteger a los niños, las escuelas y el personal docente de los ataques durante los conflictos armados. La primera celebración oficial fue en 2020 y desde entonces se realizan diversas actividades para destacar la necesidad de proteger la educación de los ataques durante los conflictos armados. La fecha coincide con la necesidad de reforzar el consenso global sobre la protección de la infancia en entornos de guerra y promover el respeto y la paz entre los grupos sociales o étnicos. Cada año, la UNESCO y UNICEF, junto con otros socios, organizan eventos y campañas para sensibilizar a la opinión pública y movilizar recursos financieros y políticos en favor de garantizar el derecho a la educación en contextos de conflicto, promover la paz y la resolución pacífica de disputas.